# Julie Wojta
Julie Wojta est une joueuse américaine de basket-ball, née le 9 avril 1989 à Francis Creek, Wisconsin.

## Biographie
Formée à l’université du Wisconsin à Green Bay, elle est la première joueuse draftée de cette université, choisie en 18e position de la draft WNBA 2012 par le Lynx du Minnesota. Elle ne débute pas la saison WNBA 2012 avec le Lynx, mais est signée à la suite de blessures en cours de saison. Elle n'y dispute qu'une rencontre pour 4 minutes de jeu.
En 2011, elle fait partie de l'équipe qui représente les États-Unis aux Jeux panaméricains.
Elle signe pour sa première saison en Europe avec le club belge de BC Namur-Capitale réalisant début février en moyenne 15,4 points, 11,3 rebonds, 1,7 passe décisive et 1,8 interception. En 2013, elle est recrutée par les Silver Stars de San Antonio .
Elle joue deux saisons en Belgique à Namur. En 2012-2013, elle inscrit en moyenne 15,8 points et 11,1 rebonds en championnat. L'année suivante, elle inscrit 14,5 points et 10,8 rebonds en championnat belge et 17,7 points et 8,5 rebonds en Eurocoupe. elle signe à l'été 2014 pour le club italien de Basket Femminile Le Mura Lucca, mais se blesse au tendon d'Achille lors d'une rencontre de pré-saison.
Après 5 ans en Italie, elle rejoint le club espagnol de Gernika Bizkaia en 2019-2020 (13,1 points et 5,2 rebonds), où elle est élue meilleure poste 3 du championnat.

## Club de basket
- 2008-2012 :  Phoenix de Green Bay (NCAA)
- 2012-2012 :  Minnesota Lynx (WNBA)
- 2013-2013 :  San Antonio Silver Stars (WNBA)
- 2012-2014 :  BC Namur-Capitale (BFB)
- 2014-2017 :  Basket Femminile Le Mura Lucca (Lega Basket Femminile)
- 2017-2019 :  Pallacanestro Broni 93 (Lega Basket Femminile)
- 2019-2019 :  Wisconsin GLO (GWBA)
- 2019-2020 :  Gernika KESB (Liga femenina)
- 2020-2021 :  Magnolia Basket Campobasso (Lega Basket Femminile)
- 2021-2022 :  Tarbes Gespe Bigorre (LFB)
- 2022-2023 :  Gernika KESB (Liga femenina)
- 2023-2024 :  Union Féminine Angers Basket 49 (LFB)
- 2024-2025 :  LDLC ASVEL féminin (LFB)

## Distinctions et récompenses

### Lycée
- 2 × Wisconsin Distinctions de tous les comtés
- 2 × Joueuse de l'année de l'Olympian Conference
- 2 × Manitowoc Herald Times Reporter - Joueuse de l'année
- Associated Press Mention honorable de l'équipe All-State du Wisconsin (2006)
- Titre de l'Olympian Conference En tant que junior, a obtenu une moyenne de 17,6 points et 13,0 rebonds par match
- All-conference Mention honorable en tant que recrue avec une moyenne de 12,8 points et 8,3 rebonds par match

### Université
- Demi-finales du tournoi de la Ligue Horizon (2008, 2010)
- Champion de la saison régulière de la Ligue Horizon (2008, 2009, 2010, 2011, 2012)
- Vainqueur du tournoi de la Ligue Horizon (2009, 2011, 2012)
- Équipe de tous les tournois de la Ligue Horizon (2011, 2012)
- Équipe All-Defensive de la Ligue Horizon (2012)
- NCAA Sweet 16 (2011)
- CoSIDA Capital One Academic All-America 2e équipe (2012)
- Associated Press NCAA All-America 2e équipe (2012)
- Équipe académique de division I de tous les districts 6 (2012)
- 2e équipe All-Horizon League (2010,2011)
- 1ère équipe All-Horizon League (2012)
- Joueuse défensive de l'année de la ligue All-Horizon (2012)
- MVP de tous les tournois de la ligue All-Horizon (2012)
- Joueuse de l'année de la ligue All-Horizon (2012)
- Détentrice du record du programme pour les interceptions d'une saison (127)
- Détentrice du record de la Division 1 du programme pour les doubles-doubles en carrière (35)

### Championnat WNBA
- 2012 :  Lynx du Minnesota
- 2013 :  Silver Stars de San Antonio

### L'Europe
Liga Femenina de Baloncesto / Endesa 
- Meilleure joueuse attaquante de l'année (2020)

Lega Basket Femminile (LBF) 
- Joueuse la plus précieuse (MVP, Prix Maurizio Ferrara, 2021)

Eurobasket.com
- Équipe de Belgique All-Imports (2013,2014)
- 1ère équipe All-Belgian League (2013,2014)
- Attaquante de l'année de la Ligue All-Belge (2013)
- Mention honorable A1 entièrement italienne (2018)
- Joueuse défensive de l'année A1 entièrement italien (2018)
- Équipe italienne A1 All-Imports (2019)
- 1ère équipe entièrement italienne A1 (2019)
- Garde A1 italienne de l'année (2019)
- Mention honorable de la LFB entièrement espagnole (2020)

Championnat de Belgique féminin de basket-ball 
- Finaliste de la Ligue belge (2014)
- Finaliste de la saison régulière de la Ligue belge (2014)
- Demi-finales de la Coupe de Belgique (2014)

Lega Basket Femminile (LBF) 
- Finaliste italien A1 (2016)
- Championne italienne de saison régulière A1 (2016)
- Finaliste de la saison régulière A1 italienne (2017)
- Finaliste de la Coupe d'Italie (2017)
- Champion d'Italie A1 (2017)
- Serie A1 italienne - Joueuse de la semaine Rd.1 (2018)
- Serie A1 italienne - Joueuse de la semaine Manche 12 (2019)

Association mondiale de basket-ball féminin (GWBA) 
- Champion GWBA (2019)
- Champion de la saison régulière de la GWBA (2019)

### Palmarès
- Championnat de Belgique

Belfius Namur: 2013 
- Coupe de Belgique féminine: 1

Belfius Namur: 2013
- Championnat d'Italie Serie A1

Le Mura Lucques: 2016 - 2017

### Statistiques
| PPG | Points par match  | 2P% | Pourcentage de 2 points     | BL | Blocs par jeu |
| RPG | Rebonds par match | 3P% | Pourcentage de 3 points     |    |               |
| APG | Aides par match   | FT  | Pourcentage de lancer franc |    |               |
| MIN | Minutes par match | ST  | Voler par match             |    |               |

| Saison  | Équipe     | Compétition | PPG  | RPG | APG | MIN | 2P%  | 3P%  | FT   | ST  | BL  |
| ------- | ---------- | ----------- | ---- | --- | --- | --- | ---- | ---- | ---- | --- | --- |
| 2021/22 | Tarbes     | Div. 1      |      |     |     |     |      |      |      |     |     |
| 2020/21 | Campobasso | Serie A1    | 12.2 | 6.7 | 4.1 | 30  | 43 % | 42 % | 76 % | 2.2 | 0.5 |
| 2019/20 | Gernika    | Div. 1      | 12.8 | 5.2 | 2.0 | 27  | 56 % | 32 % | 73 % | 1.5 | 0.1 |
| 2018/19 | Broni      | Serie A1    | 14.8 | 7.0 | 4.7 | 31  | 51 % | 44 % | 76 % | 2.3 | 0.2 |

| Fréquentation et points dans les clubs \| Saison \| Équipe \| Compétition \| Allumettes \| Allumettes \| Allumettes \| Statistiques de tir \| Statistiques de tir \| Statistiques de tir \| Autres statistiques \| Autres statistiques \| Autres statistiques \| Autres statistiques \| Autres statistiques \| \| Saison \| Équipe \| Compétition \| Jouée \| Titre \| Minutes \| 2 coups \| 3 coups \| Libérer \| Rebond \| Aider \| Voler \| Arrêter \| Points \| \| ----------------------- \| ----------------------- \| ----------------------- \| ---------- \| ---------- \| ---------- \| ------------------- \| ------------------- \| ------------------- \| ------------------- \| ------------------- \| ------------------- \| ------------------- \| ------------------- \| \| 2012 \| Minnesota Lynx \| WNBA \| 1 \| \| 4 \| 0/1 \| 0/1 \| 0/0 \| 2 \| 0 \| 0 \| 0 \| 0 \| \| 2012/13 \| Belfius Namur \| 1ère division \| 27 \| \| 861 \| 138/312 \| 18/67 \| 93/129 \| 300 \| 57 \| 57 \| 19 \| 423 \| \| 2013 \| S.A. Silver Stars \| WNBA \| 3 \| \| 25 \| 2/2 \| 0/0 \| 2/3 \| 6 \| 1 \| 3 \| 0 \| 6 \| \| 2013/14 \| Belfius Namur \| 1ère division \| 20 \| \| 606 \| 108/241 \| 4/22 \| 61/72 \| 216 \| 52 \| 54 \| 8 \| 289 \| \| Totale Belfius Namur \| Totale Belfius Namur \| Totale Belfius Namur \| 47 \| \| 1.467 \| 246/553 \| 22/89 \| 154/201 \| 516 \| 109 \| 111 \| 27 \| 712 \| \| 2014/15 \| BF Le Mura Lucca \| Serie A1 \| 0 \| 0 \| 0 \| 0/0 \| 0/0 \| 0/0 \| 0 \| 0 \| 0 \| 0 \| 0 \| \| 2015/16 \| BF Le Mura Lucca \| Serie A1 \| 34 \| 34 \| 1.095 \| 148/320 \| 3/16 \| 60/70 \| 256 \| 59 \| 97 \| 4 \| 365 \| \| 2016/17 \| BF Le Mura Lucca \| Serie A1 \| 34 \| 34 \| 945 \| 112/250 \| 5/14 \| 60/69 \| 200 \| 49 \| 73 \| 2 \| 299 \| \| Totale BF Le Mura Lucca \| Totale BF Le Mura Lucca \| Totale BF Le Mura Lucca \| 68 \| 68 \| 2.040 \| 260/570 \| 8/30 \| 120/139 \| 456 \| 108 \| 170 \| 6 \| 664 \| \| 2017/18 \| PFBroni 93 \| Serie A1 \| 17 \| 17 \| 606 \| 82/175 \| 10/28 \| 39/51 \| 131 \| 69 \| 35 \| 5 \| 233 \| \| Carrière totale \| Carrière totale \| Carrière totale \| 136 \| \| 4.142 \| 590/1.301 \| 40/148 \| 315/394 \| 1.111 \| 287 \| 319 \| 38 \| 1.6 \| |                         |                         |             |            |            |            |                     |                     |                     |                     |                     |                     |                     |                     |
| Fréquentation et points dans les clubs \| Saison \| Équipe \| Compétition \| Allumettes \| Allumettes \| Allumettes \| Statistiques de tir \| Statistiques de tir \| Statistiques de tir \| Autres statistiques \| Autres statistiques \| Autres statistiques \| Autres statistiques \| Autres statistiques \| \| Saison \| Équipe \| Compétition \| Jouée \| Titre \| Minutes \| 2 coups \| 3 coups \| Libérer \| Rebond \| Aider \| Voler \| Arrêter \| Points \| \| ----------------------- \| ----------------------- \| ----------------------- \| ---------- \| ---------- \| ---------- \| ------------------- \| ------------------- \| ------------------- \| ------------------- \| ------------------- \| ------------------- \| ------------------- \| ------------------- \| \| 2012 \| Minnesota Lynx \| WNBA \| 1 \| \| 4 \| 0/1 \| 0/1 \| 0/0 \| 2 \| 0 \| 0 \| 0 \| 0 \| \| 2012/13 \| Belfius Namur \| 1ère division \| 27 \| \| 861 \| 138/312 \| 18/67 \| 93/129 \| 300 \| 57 \| 57 \| 19 \| 423 \| \| 2013 \| S.A. Silver Stars \| WNBA \| 3 \| \| 25 \| 2/2 \| 0/0 \| 2/3 \| 6 \| 1 \| 3 \| 0 \| 6 \| \| 2013/14 \| Belfius Namur \| 1ère division \| 20 \| \| 606 \| 108/241 \| 4/22 \| 61/72 \| 216 \| 52 \| 54 \| 8 \| 289 \| \| Totale Belfius Namur \| Totale Belfius Namur \| Totale Belfius Namur \| 47 \| \| 1.467 \| 246/553 \| 22/89 \| 154/201 \| 516 \| 109 \| 111 \| 27 \| 712 \| \| 2014/15 \| BF Le Mura Lucca \| Serie A1 \| 0 \| 0 \| 0 \| 0/0 \| 0/0 \| 0/0 \| 0 \| 0 \| 0 \| 0 \| 0 \| \| 2015/16 \| BF Le Mura Lucca \| Serie A1 \| 34 \| 34 \| 1.095 \| 148/320 \| 3/16 \| 60/70 \| 256 \| 59 \| 97 \| 4 \| 365 \| \| 2016/17 \| BF Le Mura Lucca \| Serie A1 \| 34 \| 34 \| 945 \| 112/250 \| 5/14 \| 60/69 \| 200 \| 49 \| 73 \| 2 \| 299 \| \| Totale BF Le Mura Lucca \| Totale BF Le Mura Lucca \| Totale BF Le Mura Lucca \| 68 \| 68 \| 2.040 \| 260/570 \| 8/30 \| 120/139 \| 456 \| 108 \| 170 \| 6 \| 664 \| \| 2017/18 \| PFBroni 93 \| Serie A1 \| 17 \| 17 \| 606 \| 82/175 \| 10/28 \| 39/51 \| 131 \| 69 \| 35 \| 5 \| 233 \| \| Carrière totale \| Carrière totale \| Carrière totale \| 136 \| \| 4.142 \| 590/1.301 \| 40/148 \| 315/394 \| 1.111 \| 287 \| 319 \| 38 \| 1.6 \| | Saison                  | Équipe                  | Compétition | Allumettes | Allumettes | Allumettes | Statistiques de tir | Statistiques de tir | Statistiques de tir | Autres statistiques | Autres statistiques | Autres statistiques | Autres statistiques | Autres statistiques |
| Jouée | Saison                  | Équipe                  | Compétition | Titre      | Minutes    | 2 coups    | 3 coups             | Libérer             | Rebond              | Aider               | Voler               | Arrêter             | Points              |                     |
| --- | ----------------------- | ----------------------- | ----------- | ---------- | ---------- | ---------- | ------------------- | ------------------- | ------------------- | ------------------- | ------------------- | ------------------- | ------------------- | ------------------- |
| 2012 | Minnesota Lynx          | WNBA                    | 1           |            | 4          | 0/1        | 0/1                 | 0/0                 | 2                   | 0                   | 0                   | 0                   | 0                   |                     |
| 2012/13 | Belfius Namur           | 1ère division           | 27          |            | 861        | 138/312    | 18/67               | 93/129              | 300                 | 57                  | 57                  | 19                  | 423                 |                     |
| 2013 | S.A. Silver Stars       | WNBA                    | 3           |            | 25         | 2/2        | 0/0                 | 2/3                 | 6                   | 1                   | 3                   | 0                   | 6                   |                     |
| 2013/14 | Belfius Namur           | 1ère division           | 20          |            | 606        | 108/241    | 4/22                | 61/72               | 216                 | 52                  | 54                  | 8                   | 289                 |                     |
| Totale Belfius Namur | Totale Belfius Namur    | Totale Belfius Namur    | 47          |            | 1.467      | 246/553    | 22/89               | 154/201             | 516                 | 109                 | 111                 | 27                  | 712                 |                     |
| 2014/15 | BF Le Mura Lucca        | Serie A1                | 0           | 0          | 0          | 0/0        | 0/0                 | 0/0                 | 0                   | 0                   | 0                   | 0                   | 0                   |                     |
| 2015/16 | BF Le Mura Lucca        | Serie A1                | 34          | 34         | 1.095      | 148/320    | 3/16                | 60/70               | 256                 | 59                  | 97                  | 4                   | 365                 |                     |
| 2016/17 | BF Le Mura Lucca        | Serie A1                | 34          | 34         | 945        | 112/250    | 5/14                | 60/69               | 200                 | 49                  | 73                  | 2                   | 299                 |                     |
| Totale BF Le Mura Lucca | Totale BF Le Mura Lucca | Totale BF Le Mura Lucca | 68          | 68         | 2.040      | 260/570    | 8/30                | 120/139             | 456                 | 108                 | 170                 | 6                   | 664                 |                     |
| 2017/18 | PFBroni 93              | Serie A1                | 17          | 17         | 606        | 82/175     | 10/28               | 39/51               | 131                 | 69                  | 35                  | 5                   | 233                 |                     |
| Carrière totale | Carrière totale         | Carrière totale         | 136         |            | 4.142      | 590/1.301  | 40/148              | 315/394             | 1.111               | 287                 | 319                 | 38                  | 1.6                 |                     |

#### Coupe d'Europe
| Fréquentation et points dans les clubs \| Saison \| Équipe \| Compétition \| PPG \| RPG \| APG \| MIN \| 2FGP \| 3FGP \| FT \| ST \| BL \| \| \| \| --------------- \| --------------- \| --------------- \| ---------- \| ---------- \| ---------- \| ------------------- \| ------------------- \| ------------------- \| ------------------- \| ------------------- \| ------------------- \| ------------------- \| ------------------- \| \| 2019/20 \| Gernika \| Eurocup \| 9.0 \| 6.7 \| 4.1 \| 27 \| 36.4% \| 47.1% \| 89.5% \| 2.9 \| 0.4 \| \| \| \| Saison \| Équipe \| Compétition \| Allumettes \| Allumettes \| Allumettes \| Statistiques de tir \| Statistiques de tir \| Statistiques de tir \| Autres statistiques \| Autres statistiques \| Autres statistiques \| Autres statistiques \| Autres statistiques \| \| Saison \| Équipe \| Compétition \| \| \| \| \| \| \| \| \| \| \| \| \| Saison \| Équipe \| Compétition \| Jouée \| Titre \| Minutes \| 2 coups \| 3 coups \| Libérer \| Rebond \| Aider \| Voler \| Arrêter \| Points \| \| 2012/13 \| Belfius Namur \| Eurocup \| 6 \| 6 \| 119 \| 20/63 \| 5/13 \| 32/39 \| 46 \| 14 \| 8 \| 3 \| 87 \| \| 2013/14 \| Belfius Namur \| Eurocup \| 6 \| 6 \| 223 \| 36/82 \| 4/11 \| 22/29 \| 51 \| 19 \| 24 \| 3 \| 106 \| \| Carrière totale \| Carrière totale \| Carrière totale \| 12 \| 12 \| 442 \| 56/145 \| 9/24 \| 54/68 \| 97 \| 33 \| 32 \| 6 \| 913 \| |                 |                 |             |            |            |                     |                     |                     |                     |                     |                     |                     |                     |  |
| Fréquentation et points dans les clubs \| Saison \| Équipe \| Compétition \| PPG \| RPG \| APG \| MIN \| 2FGP \| 3FGP \| FT \| ST \| BL \| \| \| \| --------------- \| --------------- \| --------------- \| ---------- \| ---------- \| ---------- \| ------------------- \| ------------------- \| ------------------- \| ------------------- \| ------------------- \| ------------------- \| ------------------- \| ------------------- \| \| 2019/20 \| Gernika \| Eurocup \| 9.0 \| 6.7 \| 4.1 \| 27 \| 36.4% \| 47.1% \| 89.5% \| 2.9 \| 0.4 \| \| \| \| Saison \| Équipe \| Compétition \| Allumettes \| Allumettes \| Allumettes \| Statistiques de tir \| Statistiques de tir \| Statistiques de tir \| Autres statistiques \| Autres statistiques \| Autres statistiques \| Autres statistiques \| Autres statistiques \| \| Saison \| Équipe \| Compétition \| \| \| \| \| \| \| \| \| \| \| \| \| Saison \| Équipe \| Compétition \| Jouée \| Titre \| Minutes \| 2 coups \| 3 coups \| Libérer \| Rebond \| Aider \| Voler \| Arrêter \| Points \| \| 2012/13 \| Belfius Namur \| Eurocup \| 6 \| 6 \| 119 \| 20/63 \| 5/13 \| 32/39 \| 46 \| 14 \| 8 \| 3 \| 87 \| \| 2013/14 \| Belfius Namur \| Eurocup \| 6 \| 6 \| 223 \| 36/82 \| 4/11 \| 22/29 \| 51 \| 19 \| 24 \| 3 \| 106 \| \| Carrière totale \| Carrière totale \| Carrière totale \| 12 \| 12 \| 442 \| 56/145 \| 9/24 \| 54/68 \| 97 \| 33 \| 32 \| 6 \| 913 \| | Saison          | Équipe          | Compétition | PPG        | RPG        | APG                 | MIN                 | 2FGP                | 3FGP                | FT                  | ST                  | BL                  |                     |  |
| --- | --------------- | --------------- | ----------- | ---------- | ---------- | ------------------- | ------------------- | ------------------- | ------------------- | ------------------- | ------------------- | ------------------- | ------------------- |  |
| 2019/20 | Gernika         | Eurocup         | 9.0         | 6.7        | 4.1        | 27                  | 36.4%               | 47.1%               | 89.5%               | 2.9                 | 0.4                 |                     |                     |  |
| Saison | Équipe          | Compétition     | Allumettes  | Allumettes | Allumettes | Statistiques de tir | Statistiques de tir | Statistiques de tir | Autres statistiques | Autres statistiques | Autres statistiques | Autres statistiques | Autres statistiques |  |
| Saison | Équipe          | Compétition     |             |            |            |                     |                     |                     |                     |                     |                     |                     |                     |  |
| Saison | Équipe          | Compétition     | Jouée       | Titre      | Minutes    | 2 coups             | 3 coups             | Libérer             | Rebond              | Aider               | Voler               | Arrêter             | Points              |  |
| 2012/13 | Belfius Namur   | Eurocup         | 6           | 6          | 119        | 20/63               | 5/13                | 32/39               | 46                  | 14                  | 8                   | 3                   | 87                  |  |
| 2013/14 | Belfius Namur   | Eurocup         | 6           | 6          | 223        | 36/82               | 4/11                | 22/29               | 51                  | 19                  | 24                  | 3                   | 106                 |  |
| Carrière totale | Carrière totale | Carrière totale | 12          | 12         | 442        | 56/145              | 9/24                | 54/68               | 97                  | 33                  | 32                  | 6                   | 913                 |  |